# لایف ایز استرنج: پیش از طوفان
لایف ایز استرنج: پیش از طوفان (انگلیسی: Life Is Strange: Before the Storm) نام یک بازی ماجراجویی است که توسط دک ناین ساخته و توسط اسکوئر انیکس در سال ۲۰۱۷ برای پلتفرم‌های پلی‌استیشن ۴، مایکروسافت ویندوز، اکس‌باکس وان منتشر شد. در سال ۲۰۱۸ نسخه اندروید، آی‌اواس و مک‌اواس این بازی نیز منتشر شد.